# Liste der Naturdenkmale in Groß Kreutz (Havel)
Die Liste der Naturdenkmale in Groß Kreutz (Havel) nennt die Naturdenkmale in Groß Kreutz (Havel) im Landkreis Potsdam-Mittelmark in Brandenburg.
In den Spalten befinden sich folgende Informationen:
- Nr.: Identifizierungsnummer nach veröffentlichter Liste. Sie wird von der unteren Naturschutzbehörde des Landkreises oder der kreisfreien Stadt vergeben. Wenn sie bekannt ist, wird sie angegeben. In dieser Spalte kann sich zusätzlich das Wort Wikidata befinden, der entsprechende Link führt zu Angaben zu diesem Naturdenkmal bei Wikidata.
- Bezeichnung: Benennung des Naturdenkmals, in der Regel wird bei Bäume die Baumart genannt. Bekannte Eigennamen werden mit angegeben.
- Gemarkung: Ort oder Gemarkung, in der sich das Naturdenkmal befindet
- Lage: Nennt die Lage des Naturdenkmals im jeweiligen Ortsteil und die geografischen Koordinaten des Naturdenkmals. Link zu einem Kartenansichtstool, um Koordinaten zu setzen. In der Kartenansicht sind Naturdenkmale ohne Koordinaten mit einem roten beziehungsweise orangen Marker dargestellt und können in der Karte gesetzt werden. Denkmale ohne Bild sind mit einem blauen bzw. roten Marker gekennzeichnet, Denkmale mit Bild mit einem grünen beziehungsweise orangen Marker.
- Beschreibung: die Beschreibung des Naturdenkmales
- Schutzzweck: Erläutert den Grund der Unterschutzstellung
- Bild: Zeigt ein Bild des Naturdenkmales und gegebenenfalls ein Link zu weiteren Fotos im Medienarchiv Wikimedia Commons

## Götz
| Bild | Bezeichnung | Lage                                                                                        | Beschreibung                                       | Schutzzweck                 | Nummer |
| ---- | ----------- | ------------------------------------------------------------------------------------------- | -------------------------------------------------- | --------------------------- | ------ |
| BW   | Eiche       | Götz, etwa 3 km nördlich Götz an der Straße zur Bergstraße (52° 26′ 25″ N, 12° 42′ 58,8″ O) | Stiel-Eiche (Quercus robur). Kronendurchmesser 8 m | Seltenheit, Eigenart, Größe | 228-01 |

## Groß Kreutz
| Bild                           | Bezeichnung    | Lage                                                                                    | Beschreibung                                        | Schutzzweck                                  | Nummer |
| ------------------------------ | -------------- | --------------------------------------------------------------------------------------- | --------------------------------------------------- | -------------------------------------------- | ------ |
| Weitere Bilder Fotos hochladen | Friedens-Eiche | Groß Kreutz, Kreuzung Bahnhofstr./Dorfaue (52° 24′ 20,1″ N, 12° 46′ 36,8″ O)            | Stiel-Eiche (Quercus robur). Kronendurchmesser 27 m | Seltenheit, Eigenart, Ortsbild, Wuchs        | 248-01 |
| Weitere Bilder Fotos hochladen | Luther-Eiche   | Groß Kreutz, am Rande des Weinbergs, Forstabt. 1629b2 (52° 24′ 42,4″ N, 12° 46′ 7,4″ O) | Stiel-Eiche (Quercus robur). Kronendurchmesser 25 m | Seltenheit, Eigenart, Alter, Landschaftsbild | 248-02 |
| Weitere Bilder Fotos hochladen | Bismarck-Eiche | Groß Kreutz, am Rande des Weinbergs, Forstabt. 1629b2 (52° 24′ 48,4″ N, 12° 46′ 5,9″ O) | Stiel-Eiche (Quercus robur). Kronendurchmesser 20 m | Seltenheit, Eigenart, Größe                  | 248-03 |
| Weitere Bilder Fotos hochladen | Linde          | Groß Kreutz, Kirchhof, östlich der Kirche (52° 24′ 17″ N, 12° 46′ 37,6″ O)              | Winter-Linde (Tilia cordata). Kronendurchmesser 8 m | Seltenheit, Eigenart                         | 248-04 |

## Jeserig
| Bild                           | Bezeichnung    | Lage                                                                   | Beschreibung                                        | Schutzzweck                           | Nummer |
| ------------------------------ | -------------- | ---------------------------------------------------------------------- | --------------------------------------------------- | ------------------------------------- | ------ |
| Weitere Bilder Fotos hochladen | Friedens-Eiche | Jeserig, an der Ostseite der Kirche (52° 24′ 45,8″ N, 12° 41′ 37,5″ O) | Stiel-Eiche (Quercus robur). Kronendurchmesser 15 m | Seltenheit, Eigenart, Größe, Ortsbild | 280-01 |

## Krielow
| Bild                           | Bezeichnung          | Lage                                                                                         | Beschreibung                                        | Schutzzweck                                  | Nummer |
| ------------------------------ | -------------------- | -------------------------------------------------------------------------------------------- | --------------------------------------------------- | -------------------------------------------- | ------ |
| Weitere Bilder Fotos hochladen | Krielower Grenzeiche | Krielow, Gemarkungsgrenze Krielow-Deetz, nördlich Krielow (52° 25′ 43,3″ N, 12° 47′ 20,4″ O) | Stiel-Eiche (Quercus robur). Kronendurchmesser 15 m | Seltenheit, Eigenart, Größe, Landschaftsbild | 324-01 |

## Schmergow
| Bild                           | Bezeichnung | Lage | Beschreibung                                                                                                   | Schutzzweck                           | Nummer |
| ------------------------------ | ----------- | --- | --- | ------------------------------------- | ------ |
| Weitere Bilder Fotos hochladen | Stieleiche  | Schmergow, von Schmergow Richtung Norden, an der Steege zum Trebelsee (52° 27′ 46,1″ N, 12° 48′ 42,3″ O) | Stiel-Eiche (Quercus robur) genannt: Eiche an der Steege oder Schmergower Friedenseiche Kronendurchmesser 25 m | Seltenheit, Eigenart, Landschaftsbild | 584-01 |